# Centropogon cazaletii
Centropogon cazaletii là loài thực vật có hoa trong họ Hoa chuông. Loài này được Jeppesen mô tả khoa học đầu tiên năm 1981.